# Chapelier
Pour les articles ayant des titres homophones, voir Chapellier et Chapélié.
Le chapelier de ville ou chapelier détaillant exerce son métier dans une chapellerie. Il vend des chapeaux, des accessoires de tête… Il conseille les clients lors de l'achat d'un article en tenant compte des exigences du client, de sa physionomie, de sa silhouette, des circonstances de l’achat ou des tendances de la mode. Son travail d'atelier consiste à mettre à la taille, assortir et garnir les chapeaux, rafraîchir et réparer.
Le chapelier fabricant réalise des chapeaux en série :
sur des formes en bois (travail au plateau), à la presse sur des formes en aluminium (travail à la pédale), en assemblant des tresses sur des machines chaînette,
en assemblant des pièces de tissu sur des piqueuses plates.
Selon son statut dans l’entreprise, il peut assurer la gestion de l'affaire ou encadrer un ou plusieurs salariés.

## Historique
Le métier de chapelier se divisait au Moyen Âge en plusieurs branches. Il y avait les chapeliers « de fleurs », les chapeliers « de coton », les chapeliers « de paon », les « faiseuses de chapeaux d'orfrois », et enfin les chapeliers « de feutre », qui finirent par se substituer à tous les autres chapeliers.

La corporation des chapeliers de paon présenta ses statuts à l'homologation du prévôt de Paris vers 1268. Les chapeliers de paon prirent, vers le XVe siècle, le nom de plumassiers.

Au début du XIVe siècle, on voit[style à revoir] apparaître les plumes d'autruche.
Dans le haut Moyen Âge, le terme chapeau s'entendait aussi bien d'une couronne de métal ou de fleurs que du véritable couvre-chef, et l'usage du chapeau-couronne semble remonter fort loin : quelques auteurs en ont attribué l'invention aux Gaulois. Sans rien affirmer à cet égard, disons seulement que la mode en persista très longtemps au Moyen Âge : comme on portait les cheveux très longs, il fallait les retenir et les empêcher de tomber sur les yeux. À chaque page de la littérature du Moyen Âge nous rencontrons le « chapel de fleurs » ; les dames des romans et des chansons de gestes passent leur temps à en tresser…
Les chapeaux de fleurs furent plus tard remplacés dans la classe riche par des cercles d'orfèvrerie ornés de perles précieuses. Toutefois le « chapel de fleurs » resta à titre de redevance féodale, et fut considéré comme une marque d'honneur et de respect. À la fin du XVe siècle, les dames de Naples offrirent à Charles VIII, à son entrée dans leur ville, une couronne de violettes.
Les chapeaux de paon et d'orfrois ne furent portés que par les femmes. Sans doute les plumes de paon étaient alors plus coûteuses qu'elles ne le sont aujourd'hui, bien que le noble oiseau figurât souvent sur la table des grands seigneurs. Quoi qu'il en soit, c'était un ornement réservé aux grandes dames, qui s'en servaient pour décorer les coiffures compliquées dont elles s'affublèrent au XIVe siècle et surtout au XVe siècle.
Quant aux chapeliers de coton, ils ne vendaient pas à vrai dire de chapeaux, mais des bonnets et des gants de laine.
Les premiers statuts des chapeliers de feutre et ceux d'une corporation qui n'était pour ainsi dire qu'une dépendance de leur métier, celle des fourreurs de chapeaux, datent à Paris d'Étienne Boileau, c'est-à-dire de la fin du règne de saint Louis ; ils furent plusieurs fois modifiés ou confirmés, notamment en 1324, 1325, 1367 et 1381.
D'après les plus anciens statuts, le maître chapelier ne pouvait avoir qu'un seul apprenti. L'apprentissage durait sept ans pour ceux qui n'étaient ni fils ni parents de maître ; il était gratuit, si le maître y consentait ; mais dans tous les cas il fallait verser dix sous à la caisse de la confrérie.
Deux prud'hommes nommés par le prévôt de Paris étaient chargés de veiller à l'exécution des règlements, qui, du reste, n'étaient ni très nombreux, ni très compliqués. Défense de faire entrer dans la confection du feutre autre chose que du poil d'agneau ; défense de vendre de vieux chapeaux reteints, d'ouvrir boutique le dimanche, et de travailler avant le jour : telles étaient les principales dispositions des statuts.

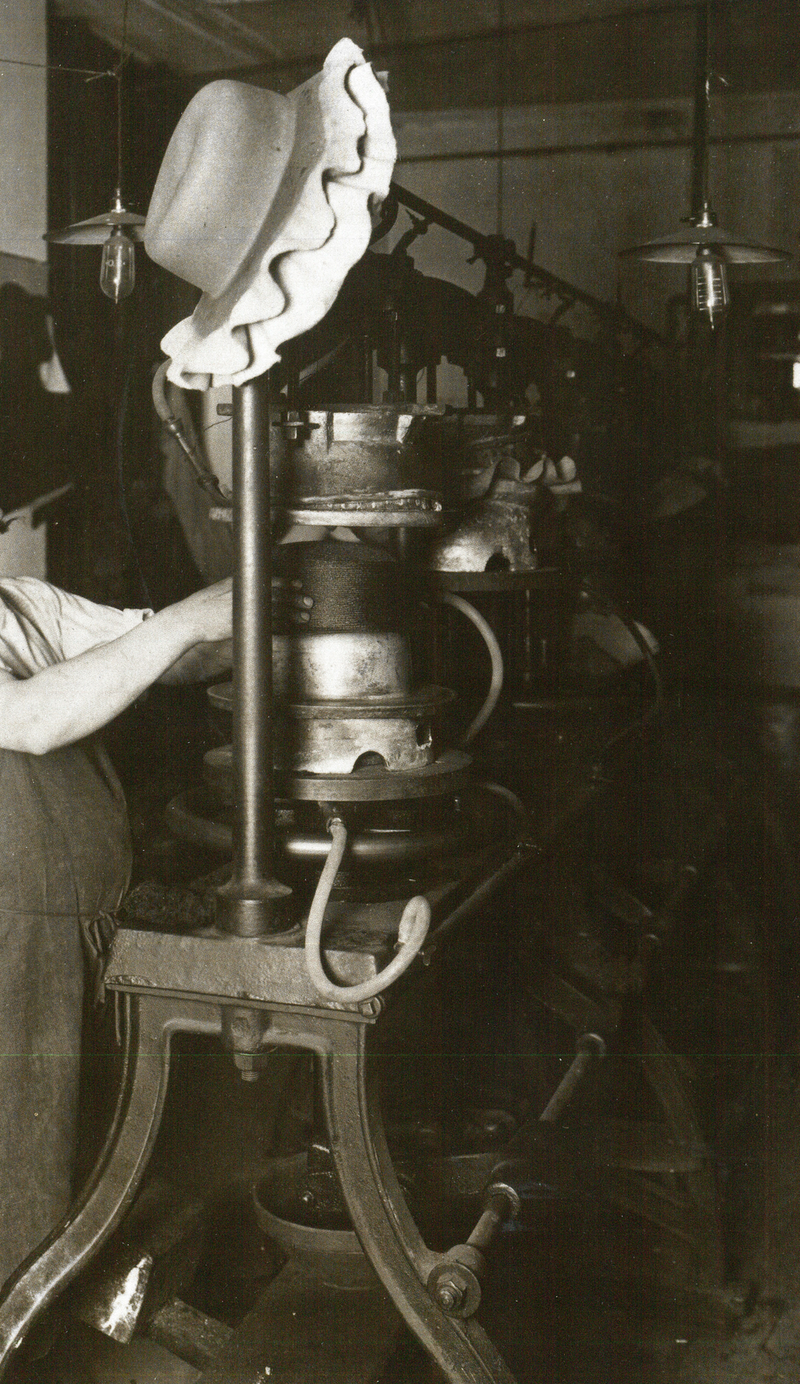
Formage d'un chapeau sur une machine en France vers 1900.
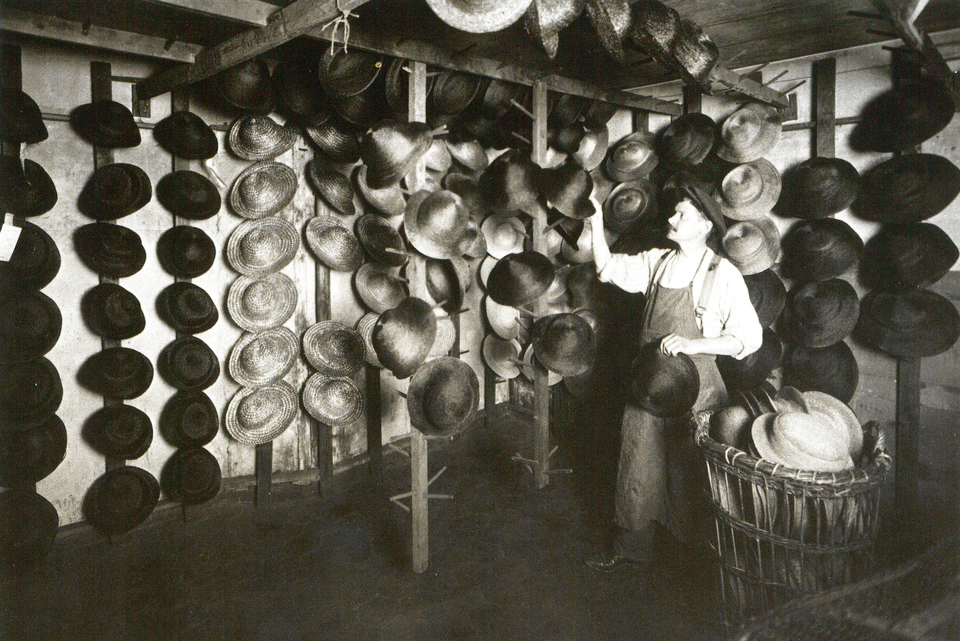
Séchage après formation à la vapeur, vers 1900.
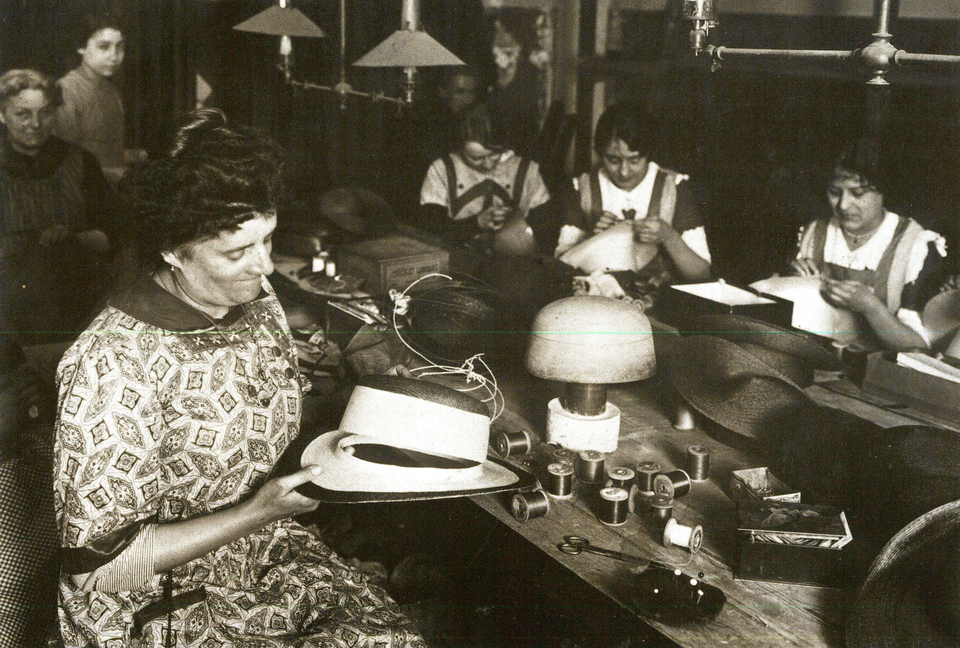
Atelier de finition, France, vers 1900.

## Quelques chapeliers
Chapeliers ou modistes célèbres :
- Maison Michel (fr)
- Madame Agnès
- Gerard Albouy (en)
- Giuseppe Borsalino
- Anna Ben-Yusuf (en)
- Judy Bentinck (en)
- Rose Bertin
- John Cavanagh
- Lilly Daché

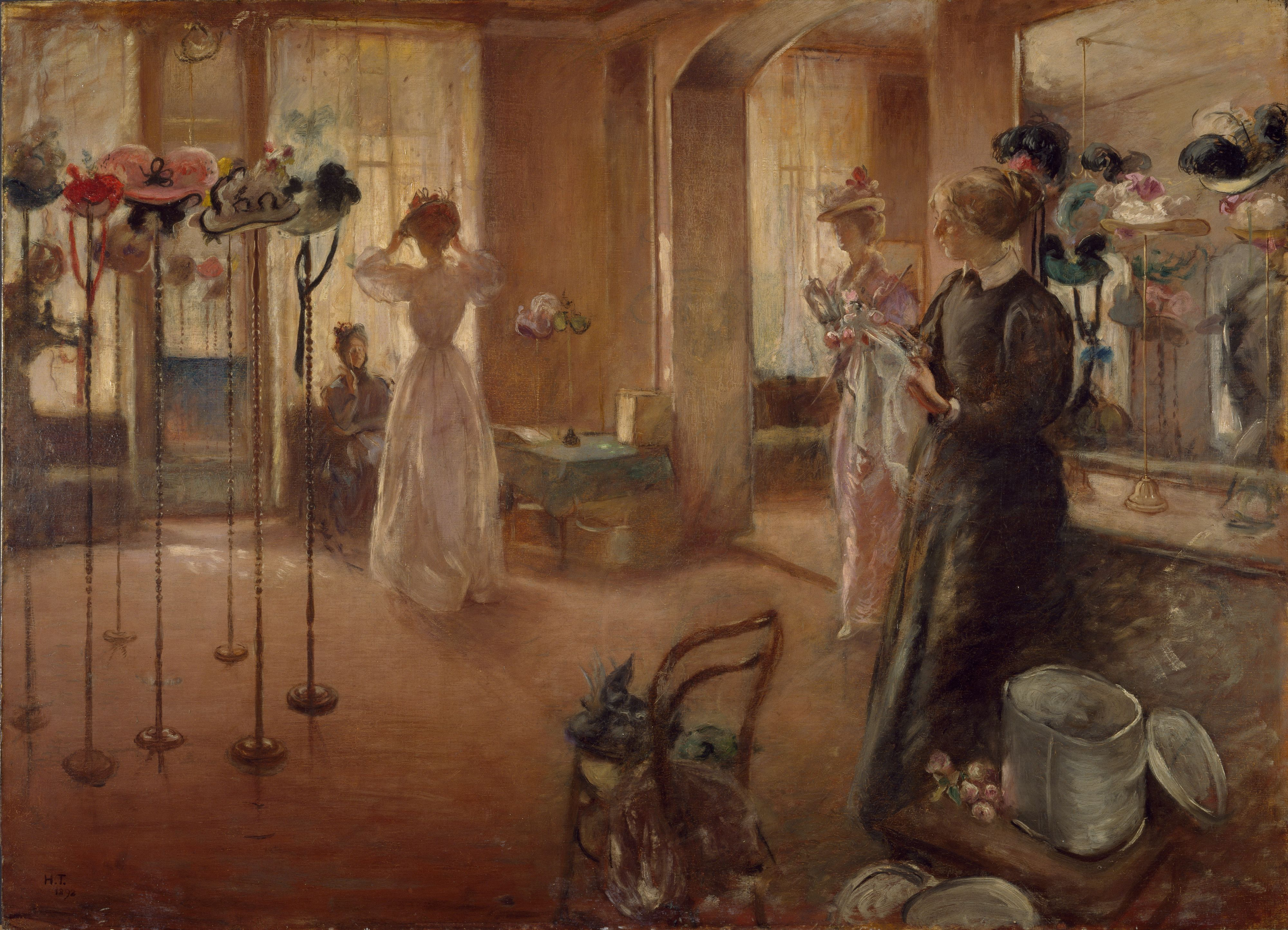
Henry Tonks, The Hat Shop (1892).

- Barbara Feinman de Barbara Feinman Millinery (en)
- Mr. John (en)
- Stephen Jones
- Rod Keenan
- Hélène de Saint Lager
- Jacques Le Corre
- James Lock & Co of St. James's Street (fondé à Londres en 1676)
- Marie Mercié
- Prudence Millinery
- Simone Mirman (en)
- Mouret Chapelier
- Caroline Reboux
- Nick Smith (ar)
- Luke Song (en)
- John B. Stetson
- Aage Thaarup (1906-1987) maison de mode fondée à Londres en 1932[2]
- Philip Treacy (en)
- Poupard (célèbre chapelier de Napoléon)

## Dans la fiction
- Le Chapelier fou, personnage du roman Les Aventures d'Alice au pays des merveilles, de Lewis Carroll (1865)
- Les Fantômes du chapelier, roman de Georges Simenon (1949)
- Les Fantômes du chapelier, film de Claude Chabrol avec Michel Serrault (1982)